# حسين محب
حسين محب مغني وملحن يمني. ولد في عام 1985 في قرية العرشي - همدان،  بدأ الغناء في عام 2000، تم تعيينه مديرا للمركز الثقافي اليمني ب القاهرة. 